# Boone Pickens Stadium
 (octobre 2024).
Si vous disposez d'ouvrages ou d'articles de référence ou si vous connaissez des sites web de qualité traitant du thème abordé ici, merci de compléter l'article en donnant les références utiles à sa vérifiabilité et en les liant à la section « Notes et références ».
Le Boone Pickens Stadium est un stade de football américain situé à Stillwater. C'est le terrain de l'équipe universitaire des Oklahoma State Cowboys. Il a été inauguré en 1914 sous le nom de Lewis Field.
Lors d'un match en 2003, le stade fut renommé Boone Pickens Stadium pour honorer l'homme d'affaires Boone Pickens qui a versé plus de 400 millions de dollars à l'université Oklahoma State University. Il a une capacité de 55 509 places.